# Miquel Maurette
Miquel Maurette (Mas del Faig, Serrallonga, 19 de juliol del 1898 - Caus e Sausens, 6 de març del 1973) va ser un agricultor i escriptor nord-català de novel·les i contes en francès.

## Biografia
Abandonà l'escola de Tuïr als 12 anys per ajudar els seus pares a pagès, al mas Lloris de Millars. Es casà amb vint-i-cinc anys i, al cap d'uns anys s'establí amb la seva muller i la seva filla al mas Pams de Cabestany, primer, i posteriorment a Escorges, un llogaret a prop de Carcassona. El 1932 comprà el "Clos Saint-Michel" del poble occità de Caus i hi visqué la resta de la seva vida. El 1935 fou elegit conseller municipal (regidor), i del 1945 al 1971 va ser alcalde de la comuna de Caus e Sausens.
El 1930 havia començat a escriure, i publicà, per primer cop, a la revista Le Mercure de France, un poema. El 1949 es feu conegut en els cercles literaris amb la publicació de La crue, una novel·la sobre el tràgic aiguat del 1940. Presidí l'"Association des Ecrivains-paysans". Rebé el premi Mariette el 1939 i el X Gran Prix La Provence, i l'Académie française en guardonà L'Enfant des Loups (1978) i Le Rêve d'écrire (1970). Caus i Tuïr li dedicaren sengles escoles Michel Maurette, i Sant Feliu d'Avall la biblioteca municipal.
Una de les seves filles, Michèle Chapuis-Maurette, és una poetessa que ha publicat diversos llibres (Traduit des jours, La poursuite du jour, Ombres et lumières, Images et regards).

## Obres
- Le clos Saint-Michel Paris: La Nef de Paris, 1955
  - Canyameres, Ferran (traductor). El mas de Sant Miquel.  Palma: Moll, 1963 (Raixa, 63). ISBN 9788427300828.
- La Corbière et son poète Carcassonne. imp. L. Mavit, s.a.
- La crue Perpignan: La Tramontane, 1949 (reedicions Blainville-sur-Mer: Amitié par le Livre, 1959 i 1971; Marcevol: Éditions du Chiendent, 1982 ISBN 2-85999-009-7; Pézilla-la-Rivière: Publications de l'Olivier, 2007 ISBN 978-2-908866-32-2)
  - Oller i Rabassa, Joan (pròleg). L'aiguat: narracions.  Barcelona: Barcino, 1959 (col. Tramuntana, 2).
- L'Enfant des Loups Blainville-sur-Mer: l'Amitié par le livre, 1968
- Michel Maurette, edició Jean Lebrau, Poèmes - carnets - bestiaires Rodez: Subervie, 1960
- Michel Maurette, edició Joë Bousquet, Lettres inédites Rodez: Subervie, 1963 (2a edició 1983)
- Les Nains Paris: les Paragraphes littéraires de Paris, 1972
- Le Rêve d'écrire Blainville-sur-Mer: l'Amitié par le livre, 1969
- Le Rêve de lire 1955
- Scènes de la vie rustique Paris: Editions de Pro Arte, 1932
- Le temps des merveilles Perpignan: La Tramontane, 1950